# 道の駅美濃白川
道の駅美濃白川（みちのえき みのしらかわ）は、岐阜県加茂郡白川町にある国道41号の道の駅である。

## 施設
- 駐車場
  - 普通車：140台
  - 大型車：15台
  - 身障者用：2台
- トイレ
  - 男：大 6器（1器）、小 8器（2器）
  - 女：13器（2器）
  - 身障者用：1器（1器）

※（）内は24時間使用可能
- 公衆電話
- 郵便ポスト（美濃加茂郵便局）
- 情報コーナー
- 売店
- レストラン
- 電気自動車用充電スタンド
- 日帰り温泉（新白川温泉）

### 新白川温泉
源泉は岐阜県加茂郡白川町河岐にある。白川町は1989年（平成元年）に地下1300メートルの掘削工事に着手してアルカリ性単純泉の温泉を掘り当てた。当初は美濃白川スポーツスパランドの温泉施設として使用された。美濃白川スポーツスパランド閉鎖後は建物を白川町が引き取り、「白川天然温泉 四季彩の湯」となったが、2011年（平成23年）12月18日で閉館。
その後、2012年1月に道の駅美濃白川の温泉施設（道の駅温泉）に引き継がれた。しかし、不採算の状態が続き、道の駅温泉は2022年3月31日で閉館することになった。

## 休館日
- 毎週水曜日

## アクセス
- 国道41号 - 登録路線

## 周辺
- 飛騨川
- JR高山本線、鷲原信号場、第二飛騨川橋梁、第三飛騨川橋梁
- 白川病院
- 坂ノ東郵便局
- 七曲橋